# Lake of the Woods (Virginia)
Lake of the Woods es un lugar designado por el censo situado en el condado de Orange, Virginia  (Estados Unidos). Según el censo de 2010 tenía una población de 7.177 habitantes.

## Demografía
Según el censo de 2010, Lake of the Woods tenía una población en la que el 89,7% eran blancos; el 5,2% afroamericanos; el 0,3% eran indios americanos y nativos de Alaska; el 1,1% eran asiáticos; el 0,1% hawaianos y otros isleños del Pacífico; el 0,8% de otra raza, y el 2,6% a partir de dos o más razas. El 3,5% del total de la población eran hispanos o latinos de cualquier raza.